# Socorrogrundammer
Die Socorrogrundammer (Pipilo maculatus socorroensis, Syn.: Pipilo socorroensis) ist eine Unterart der Fleckengrundammer (Pipilo maculatus) aus der Gattung der Grundammern in der Familie der Neuweltammern (Passerellidae). Vom Handbook of the Birds of the World, BirdLife International und der IUCN Red LIst wird sie seit 2016 als eigenständige Art betrachtet. Sie ist auf der zum Revillagigedo-Archipel zählenden Insel Socorro im Ostpazifik endemisch.

## Merkmale
Die Körperlänge beträgt 15,0 bis 17,5 cm, das Gewicht bei drei untersuchten Männchen 29 bis 30 g sowie das Gewicht von vier untersuchten Weibchen 29,5 bis 35,0 g. Die oberen Flügeldecken und der Mantel weisen kleine weiße Flecken auf. Die Socorrogrundammer ähnelt der Nominatform der Fleckengrundammer, sie ist jedoch kleiner mit einer durchschnittlichen Flügellänge von circa 70 mm. Der Kopf, die Brust und der Mantel sind bei der Socorrogrundammer dunkelgraugrün bis dunkelbraun, während diese Bereiche bei der Fleckengrundammer schwarz sind. Die Flecken auf dem Mantel und den Schultern sind reduziert. Die Steuerfedern haben relativ unauffällige weiße Spitzen. Die Iris ist bei den Altvögeln rot, der Schnabel schwärzlich und die Beine fleischfarben. Das Weibchen ähnelt dem Männchen, Oberkopf und Oberseite sind jedoch stumpfer und mehr grau. Bei den juvenilen Vögeln sind der Kopf und die Oberseite wohl stumpfer als bei den Altvögeln. Die Federn der Jungvögel sind hellbraun gesäumt und gespitzt. Die Flügeldecken weisen bei ihnen deutliche gelbbraune Spitzen auf. Die Unterseite ist bei ihnen weißlich mit dunklen Streifen und die Iris ist bräunlich.

## Lautäußerungen
Die meisten Gesänge und Rufe der Socorrogrundammer ähneln denen anderer Unterarten der Fleckengrundammer, jedoch weist die Socorrogrundammer anscheinend einen zusätzlichen Gesang in der Form eines absteigenden Vibratos auf, der bei den kontinentalen Unterarten unbekannt ist.

## Lebensraum
Die Socorrogrundammer bewohnt buschiges Dickicht, Kakteengestrüpp und bewaldetes Buschland von Meeresspiegelhöhe bis in Höhenlagen von mindestens 650 m. Sie wagt sich selten in offene Lebensräume. Am häufigsten ist sie in Gebieten anzutreffen, die von Hausschafen ungestört sind, und die von Sträuchern und Farnen mit reichlich Laubstreu und sehr wenig kahlem Boden dominiert werden.

## Lebensweise
Die Socorrogrundammer ernährt sich von Insekten und anderen Wirbellosen, vermutlich auch von Samen und Früchten. Wie andere Grundammern sucht sie ihre Nahrung hauptsächlich auf dem Boden, wo sie in der Laubschicht kratzt. Auch das Laub von Sträuchern und kleinen Bäumen wird nach Insekten abgesucht. Die Brutzeit findet offenbar zu unterschiedlichen Jahreszeiten statt. Ein Nest wurde im August 1946 in einem Strauch auf Meeresspiegelhöhe gefunden und beinhaltete undeutlich markierte blaugraue Eier, die für die Gattung typisch sind. Die Gelegegröße ist nicht angegeben. Altvögel beim Füttern der Jungvögel wurden in den Monaten November, Februar und März beobachtet.

## Gefährdung und Schutz
Die IUCN klassifiziert die Socorrogrundammer in die Kategorie „stark gefährdet“ (endangered). Ihre Verbreitung ist auf die Endemic Bird Area Socorro beschränkt. Die Gesamtpopulation wird auf 2500 bis 10.000 Individuen geschätzt. Expeditionsberichte aus dem 19. Jahrhundert stimmen darüber ein, dass die Socorrogrundammer einst häufig, weit verbreitet und zutraulich war. 1869 wurden auf Socorro Schafe ausgesetzt, die den einstigen Lebensraum der Socorrogrundammer stark beeinträchtigten. Erhebungen, die im Jahr 1990 durchgeführt wurden, zeigen, dass die Populationsdichte der Grundammern von null bis zwei Vögeln pro Hektar in von Schafen stark geschädigten Lebensräumen und bei sechs bis acht Individuen pro Hektar in ungestörten Gebieten lag. Bis 2014 wurden die verwilderten Schafe auf Socorro eliminiert, aber die langfristigen negativen Auswirkungen der Schafe auf die Lebensräume der Insel sind ungewiss. Darüber hinaus stellen die auf Socorro verbliebenen verwilderten Katzen mit hoher Wahrscheinlichkeit eine ernsthafte Gefährdung für die Socorrogrundammer und andere heimische Vögel dar. Weitere Forschungsarbeiten sind nötig, um die Größe und Entwicklung der Population anhand systematischer Erhebungen zu beurteilen und den Einfluss von verwilderten Katzen auf die Population der Socorrogrundammer zu bestimmen.